# Patroon-priesterrelatie
De patroon-priesterrelatie is de relatie tussen een wereldlijk machthebber en een geestelijk leider. In een dergelijke relatie biedt de wereldlijk heerser zijn militaire bescherming aan de geestelijk leider, in ruil voor spirituele opleiding en zegening. De relatie is in het historisch perspectief van de Tibetaanse geschiedschrijving van cruciaal belang. Die relatie is in dat historisch perspectief essentieel voor de notie van die geschiedschrijving, dat Tibet tot aan 1950 een in wezen onafhankelijk land was.
In 1951 kreeg de Tibetaanse delegatie bij de onderhandelingen met de Volksrepubliek China inzake het 17 puntenakkoord de opdracht van de regering van historisch Tibet om de onafhankelijkheid van Tibet inhoudelijk te onderbouwen op basis van deze relatie.
Essentieel in de Tibetaanse geschiedschrijving is de opvatting, dat de relatie van een gelijkwaardige aard was.

## Mogelijke oorsprong relatie
Een aantal tibetologen hanteert voor de verhouding tussen Tibet en de Westelijke Xia van de Tangutdynastie al de term patroon-priester. In het gebied ten noordoosten van het huidige Tibet waren in de 12e eeuw al lama's van de kagyütraditie actief. Archeologische vindplaatsen in het gebied in de vorm van beelden, schilderijen in Tibetaanse stijl geven een beeld van het succes van die lama's. In de ceremoniële banden tussen de heersers van de Westelijke Xia en de daar aanwezige Tibetaanse lama's zou dan de oorsprong van de patroon-priesterrelatie liggen. Het rijk van de Westelijke Xia werd in 1227 door Dzjengis Khan veroverd en vernietigd.

## Relatie in klassieke Tibetaanse geschiedschrijving
In de Tibetaanse geschiedschrijving vangt de patroon-priesterrelatie aan in het tijdperk van de opvolgers van Dzjengis Khan tijdens de Yuan-dynastie (1279-1368).
Ook de huidige Tibetaanse regering in ballingschap hanteert de notie dat vanaf het begin van het ontstaan van die relatie er sprake is geweest van gelijkwaardigheid in die relatie.
De relatie wordt dan gedefinieerd als die tussen een wereldlijk, seculier heerser - de patroon - die bescherming biedt en voorrechten schenkt aan een geestelijk leidsman en leraar, de priester. De laatste onderwijst en onderricht dan de patroon.
Daarbij staat voorop dat die relatie niet kan worden gezien als één tussen heerser en onderdaan, maar dat die van gelijkwaardige aard is.
Een ander aspect is, dat deze gelijkwaardige relatie niet alleen betrekking heeft op personen, maar vooral ook op de gebieden die de personen vertegenwoordigen.
In de Tibetaanse geschiedschrijving is de relatie tussen Sakya Pandita en Godan Khan de eerste patroon-priesterrelatie. In de relatie tussen zijn jongere neef Phagspa en Koeblai Khan krijgt die dan verder gestalte.
Na de val van de Yuan-dynastie werd de relatie in de Tibetaanse geschiedschrijving verder voortgezet in die tussen de derde dalai lama Sönam Gyatso en Altan Khan en vervolgens in die tussen de vijfde dalai lama, Ngawang Lobsang Gyatso, en Güshri Khan. Op basis van die laatste relatie zou Ngawang Lobsang Gyatso feitelijk de wereldlijke macht over Tibet hebben verkregen.
Vanaf begin 18e eeuw tot aan 1913 wordt in de Tibetaanse geschiedschrijving de patroon-priesterrelatie van toepassing verklaard op de verhouding met de Qing-dynastie.
Na de val van de Qing-dynastie verbrak de dertiende dalai lama in 1913 in een proclamatie de patroon-priesterrelatie, omdat die vanwege de invallen van Chinese troepen in Tibet niet meer van gelijkwaardige aard zou zijn.

## Andere opvattingen
In de klassieke Tibetaanse geschiedschrijving wordt gesteld dat de relatie tussen Tibet en China met name gekarakteriseerd werd door boeddhistische noties omtrent een patroon en een priester. Impliciet betekent dit, dat de relatie van een vooral religieuze aard was en dus geen ondergeschiktheid van de kant van Tibet naar China betekende. De consequentie daarvan is dat de Tibetanen de Chinese keizer in het kader van die relatie vooral als een uitsluitend seculier heerser moeten hebben gezien, die zorgde voor bescherming ook in de zin van militaire protectie.
Dat is echter niet het geval. Andere delen en aspecten van de Tibetaanse geschiedschrijving tonen aan dat de Tibetanen in ieder geval de Qing-keizers zowel als een seculier als religieus instituut zagen. In vele Tibetaanse bronnen wordt de Qing-keizer beschouwd als Jampeyang Gongma, de incarnatie van Manjushri. De keizer wordt dus niet alleen gedefinieerd als een seculier instituut, maar ook als een wezen dat een ruimte heeft in het Tibetaanse pantheon en daarom wel degelijk seculiere autoriteit in Tibet bezit.
In een document uit 1822 schrijft Ngawang Jampäl Tsültrim Gyatso, de tweede Tsemönling rinpoche en toenmalige regent van Tibet, het volgende:
In opdracht van de grote keizer Manjushri ben ik degene die belast is met het bestuur en de verdediging van de gelugdoctrine— Ngawang Jampäl Tsültrim Gyatso
De relatie heeft in de diverse perioden in de geschiedenis ook vaak een andere aard gehad. Phagspa kon alleen een zekere autoriteit uitoefenen in Tibet als een vazal van de Mongoolse Yuan-dynastie.
Altan Khan sloot in de 16e eeuw wel een bondgenootschap met Sönam Gyatso. Dat was echter een verbintenis, die alleen betrekking had op de gelugtraditie binnen het Tibetaans boeddhisme met pas verstrekkende consequenties in de volgende eeuw. Altan Khan was op dat moment ook zeker niet in staat de priester daadwerkelijk protectie te bieden.
De enige van de Mongoolse krijgsheren die in de klassieke Tibetaanse geschiedschrijving genoemd wordt als een patroon en werkelijk protectie gaf betreft Güshri Khan. En ook dan geldt die protectie in strikt historische en feitelijke zin alleen de gelugtraditie. Tot in de 21e eeuw zijn er in Tibetaanse ballingschap dan ook bijvoorbeeld facties binnen de kagyütraditie die Güshri Khan absoluut niet als een patroon zien.
De patroon-priesterrelatie wordt in het algemeen in termen van machtsevenwicht niet als een gelijkwaardige relatie gezien. Dat heeft ook veel te maken met het feit, dat de klassieke Tibetaanse geschiedschrijving de relatie strikt als een bilaterale ziet tussen Tibet enerzijds en een Mongoolse dan wel Chinese patroon anderzijds.
Met name voor de Chinese keizers was de verhouding met bijvoorbeeld de dalai lama in de 17e en 18e eeuw vooral instrumenteel van aard. Een dalai lama werd allereerst geacht een matigende invloed uit te oefenen op de Mongoolse warlords ten westen van het toenmalige China, die in die periode nog regelmatig als een bedreiging voor de veiligheid van het rijk werden gezien. Zolang hij dat naar bevrediging van de Chinese keizer deed, kon hij rekenen op giften, eerbetoon en het ontvangen van indrukwekkende titels.
Tijdens de voortdurende onderlinge twisten van de Khalkha-Mongolen schrijft Kangxi in 1684 aan de vijfde dalai lama het volgende: Kangxi weet op dat moment niet dat Lozang Gyatso al is overleden in 1682 en zijn dood door de eerste minister Sanggye Gyatso geheim wordt gehouden.
U, dalai lama met uw mededogen, de krijgsheren van de Khalkha's respecteren u en uw onderricht. U bent ook gehoorzaam aan onze dynastie. Ik ben bezorgd dat de stam van de Jasukthu Khan niet bijeen kan komen. Dat zal onderling bloedvergieten en oorlog betekenen. U moet het mogelijk maken dat de stam van de Jasukthu Khan kan terugkeren en vrede stichten tussen hen in opdracht van mijn onpartijdig altruïsme. Zend een hoge lama naar de grens van het Khalkha gebied om daar mijn vertegenwoordiger te ontmoeten.— Keizer Kangxi aan de vijfde dalai lama, 1684
Die ontmoeting heeft ook daadwerkelijk plaatsgevonden.
In 1691 schrijft Kangxi aan de dalai lama op een heel andere toon. Nog steeds weet Kangxi niet van het overlijden van af.
U liegt, terwijl u pretendeert de vrede te bevorderen. U bent aan het complotteren met Jilung Khuthuktu, een bongenoot van Galdan. Die is geen voorstander van de vrede. Galdan probeert onze grenzen binnen te komen en te plunderen. U geeft uw lama's niet de juiste opdrachten. U geeft ze mijn instructies niet door. U bent te gulzig naar financiële winst, u bedriegt en u verbergt de activiteiten van Galdan.— Keizer Kangxi aan de vijfde dalai lama, 1691

## Godsdienst als politiek instrument
In de door de Tibetaanse geschiedschrijving volstrekt als bilateraal gekenschetste patroon-priesterrelatie was Tibet in religieus opzicht een vrijwel homogeen gebied. Het overgrote deel van de bevolking beleed het Tibetaans boeddhisme en dat gold voor 100% van de élite. In het ook qua bevolkingsaantallen veel grotere China lag dat anders. Daar waren veel meer levensbeschouwelijke en religieuze stromingen aanwezig. Georganiseerde godsdienst met een hiërarchie was dan ook voor de Chinese heersers een instrument in het politiek handelen. Het behagen van een godsdienst en de religieuze leiders daarvan hing af van de politieke opportuniteit. Ieder van die religieuze stromingen gaf daar weer hun eigen interpretatie aan. Uit de periode van de Yuan-dynastie dateert een bekend geschrift van een taoïstische monnik, vertaald als The travels of Qiu Chang Chun. Wie dit geschrift leest, zou tot de conclusie moeten komen dat vrijwel het gehele hof en élite van de Yuandynastie overtuigd taoïst was geworden, terwijl dit in historische en feitelijke zin volstrekt onjuist is. Het is echter een tijdelijk equivalent van de beschrijving van een patroon-priesterrelatie in taoïstische zin.
In de meer populaire lectuur over dit onderwerp, wordt weleens gesteld dat deze relatie geleid zou hebben tot de bekering van enkele Chinese keizers tot het boeddhisme. Daarvoor is geen spoor van bewijs. Geen Chinese keizer kon het zich ook veroorloven om zich exclusief te verbinden aan een specifieke godsdienst. Dat gold zeker voor de keizers van de Yuan- en Qing-dynastie, die niet van Chinese herkomst waren en te maken hadden met een Chinese élite die sterk op het gedachtegoed van Confucius leunde. Keizers als Kangxi en Qianlong hebben ook geformuleerd geen boeddhist te zijn. De laatste wijst het geloof in tulku's ook expliciet af als onlogisch en zelfs contrair aan de principes van het boeddhisme.

## In de klassieke Chinese geschiedschrijving

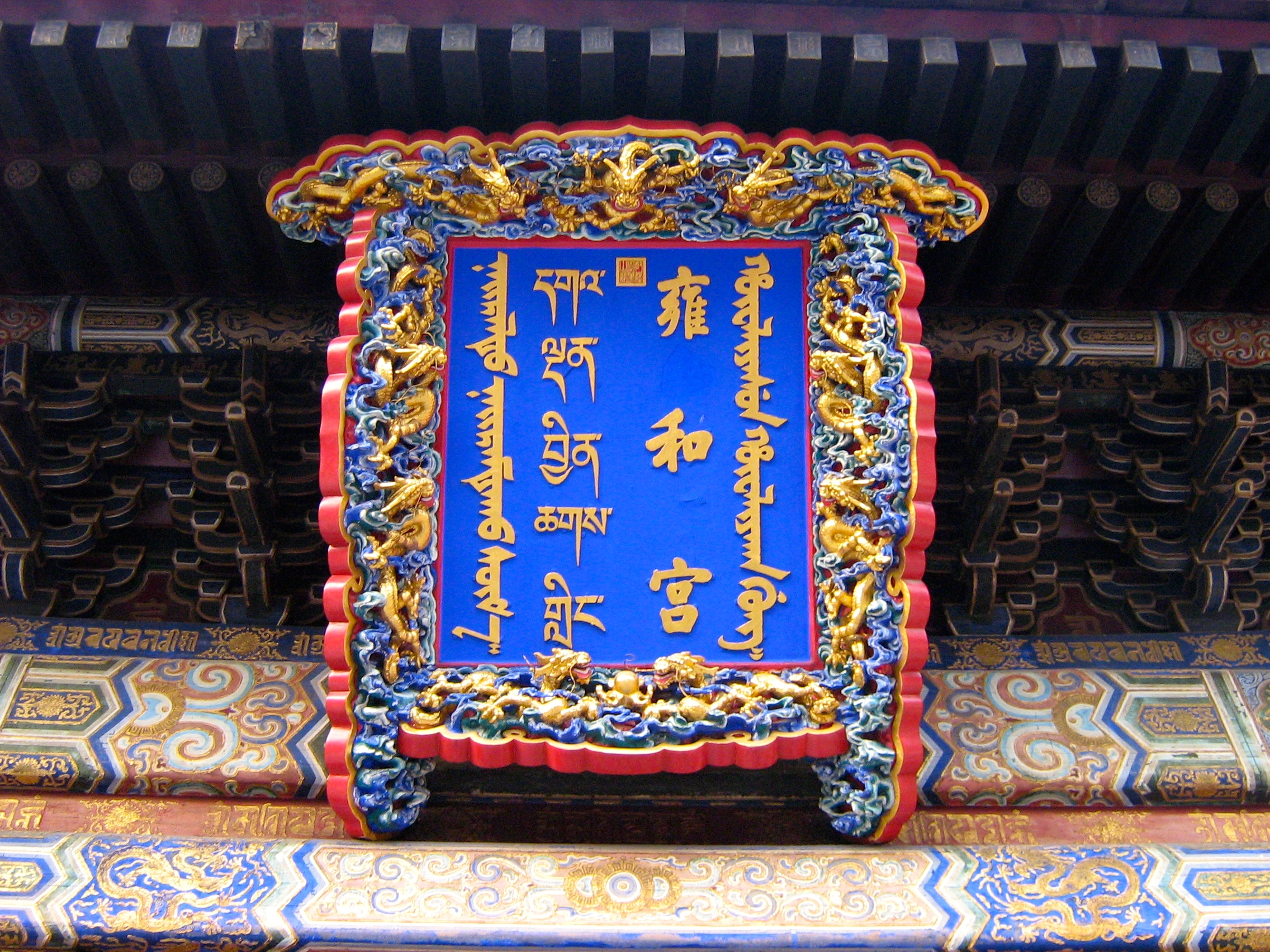
Bord boven de ingang van de tempel. De naam van de tempel staat vermeld (van rechts naar links) in het Mantsjoe, Chinees, Tibetaans en Mongools.

De patroon-priesterrelatie wordt in de klassieke Chinese geschiedschrijving nauwelijks genoemd en nooit in de termen en betekenis die de klassieke Tibetaanse geschiedschrijving er aan geeft.
Een klassiek voorbeeld van die klassieke Chinese geschiedschrijving over de relatie met Tibet zijn twee geschriften van Qianlong die beide gebeiteld staan in pilaren bij de Yonghetempel in Peking. De eerste tekst dateert uit 1744 en de tweede uit 1792. Beide teksten zijn in 4 talen;Mantsjoe, Chinees, Mongools en Tibetaans.
De tekst van de verklaring uit 1744 is in het Mantsjoe is geschreven door Qianlong. Er wordt verondersteld dat de Mongoolse leider Efu Celing voor de Mongoolse vertaling zorgde en de regent in Tibet Pholhanas de tekst in het Tibetaans vertaalde.
Het gebouw van de tempel was het oorspronkelijke paleis van de prins die later de keizer Yongzheng zou worden, de vader van Qianlong. In het geschrift van 1744 legt Qianlong uit waarom hij een deel van dit paleis tot een gelugtempel heeft gemaakt. Hij gebruikt daarbij historische precedenten van hergebruik van gebouwen, maar wijst vooral op zijn verantwoordelijkheid om alle religies in het rijk te beschermen. Het vergelijkt zijn vader met Sakyamuni Boeddha die door het realiseren van Nirwana ook zijn zegen had gegeven aan ieder levend wezen.
Deze tekst van Qianlong gebruikt vooral Tibetaans boeddhistische symboliek, maar is de boodschap van een keizerlijke heerser, die boven alle partijen staat en die eenheid brengt naar al zijn onderdanen.
De tweede tekst uit 1792 staat bekend als de Proclamatie inzake de leer van de lama's. Hierin portretteert Qianlong zichzelf als een eminent historicus en bestuurder. Hij verklaart openlijk dat de Qing-keizers de gelugtraditie alleen overeind houden om de Mongolen onder controle te houden. Hij traceert de verhouding tussen de keizers en Tibet terug naar de Yuan-dynastie. Hij merkt echter op dat de Qing-keizers, anders dan bij de Yuan, nooit principes van rechtvaardigheid hebben laten varen om de monniken maar te plezieren Volgens de keizer had de boeddhistische hiërarchie in Tibet gedurende de Yuan-periode te veel pretenties, zodat sommigen zelfs dachten dat hun bevelen evenveel waard waren als die van de keizer.
De proclamatie is geschreven na de invasies van gurkha's in Tibet (1788 en 1791). Qianlong geeft de schuld van de invasies aan het nepotisme in het selectiebeleid voor met name hoge tulku's en heeft dan al het besluit genomen om de Gouden urn in te voeren in een poging dit nepotisme te doorbreken. Hij portretteert zichzelf dan ook als een eminent geleerde in het Tibetaans boeddhisme, die hier meer van af weet dan welke lama ook. Hij verdedigt zich ook tegen de aanhangers van Confucius in zijn administratie, die hem kennelijk kwalijk genomen hadden dat hij barbaarse tradities was gaan studeren. Qianlong schrijft dat hij dit vooral heeft gedaan om te kunnen motiveren waarom hij lama's die vooral moeilijkheden geven straft met executie.
De tekst probeert een boodschap over te brengen van een heerser met superieure wijsheid, begaan met een gevoel van universele rechtvaardigheid, maar ook de wil om meedogenloos op te treden indien hij dat noodzakelijk acht. Het is een tekst die heel ver staat van de klassieke Tibetaanse geschiedschrijving over de patroon-priesterrelatie.

## Het instrumenteel zijn van de relatie
Tibet is sinds de val van de Yarlung-dynastie in de 9e eeuw niet meer in staat geweest zijn eigen veiligheid in militaire zin te handhaven. Er zijn onderzoekers die de patroon-priesterrelatie zien als het punt van markering waarna het begin van iets als een collectieve Tibetaanse identiteit ontstaat. De relatieve rust, die het systeem van patronage bracht stelde de hiërarchie van het georganiseerde boeddhisme in staat een gemeenschap van gelovigen te vestigen en sociaal en territoriaal geïsoleerde groepen in de samenleving in die geloofsgemeenschap op te nemen.
Voor een groot deel van de periode vanaf de Yuan-dynastie bleef Tibet op een systeem van patronage bouwen om een vorm van autonomie te handhaven. Die politieke afhankelijkheid heeft in die periode ook grote voordelen gehad en was meestal geen bedreiging voor de interne politieke en culturele identiteit. Het was pas in de periode vanaf eind 19e eeuw, dat het systeem van patronage niet meer bestand bleek tegen nieuwe internationale ontwikkelingen als The Great Game en de gevolgen van de val van het Chinese keizerrijk.